# فلوريانا غارو
فلوريانا غارو (بالألبانية: Floriana garo) (ولدت في 15 فبراير 1987) مقدمة برامج تلفزيونية وعارضة أزياء ألبانية، مثلت ألبانيا في مسابقة ملكة جمال العالم 2012 . 

## روابط خارجية
- florianagaro.al, her official website
- Floriana Garo at Modelisto
- Jo Vetem Mode نسخة محفوظة 19 يناير 2014 at Archive.is